# مزرعه محمدنور دشتی
مزرعه محمدنور دشتی یک منطقهٔ مسکونی در ایران است که در دهستان صحرای باغ واقع شده‌است.